# دارسلام

دارسَلام شهری در شهرستان پورا در استان باله در بورکینافاسوی جنوبی است و جمعیت آن ۵۸۷ نفر است.